# Henriette Brunet
 (novembre 2024).
Pour les articles homonymes, voir Brunet.
Henriette Brunet, née Haillet le 7 juin 1919 à Saint-Pierre-lès-Elbeuf (Seine-Inférieure) et décédée le 12 décembre 2009 à Martot (Eure), est une femme politique française.

## Biographie
Ouvrière dans l'industrie de l'habillement et militante communiste, elle est conseillère générale du canton d'Elbeuf de 1945 à 1951.
En juin de cette année-là, elle est élue députée de Seine-Inférieure. Mais son élection est invalidée le 26 juillet 1951, du fait d'une erreur de décompte des suffrages exprimés et du jeu de l'apparentement.